# سانتياغو بايفا
سانتياغو بايفا (بالإسبانية: Santiago Paiva) هو لاعب كرة قدم أوروغواياني في مركز الهجوم، ولد في 1999 في مونتفيدو في الأوروغواي. لعب مع نادي دانوبيو.

## وصلات خارجية
- سانتياغو بايفا على موقع قاعدة بيانات كرة القدم.إي يو (الإنجليزية)
- سانتياغو بايفا على موقع Soccerway.com (الإنجليزية)
- سانتياغو بايفا على موقع عالم كرة القدم.نت (الإنجليزية)